# 국제표준도서번호

13자리 ISBN, 978-3-16-148410-0이 EAN-13 바코드로 표현되어 있다.

국제표준도서번호(國際標準圖書番號, International Standard Book Number, ISBN)는 국제적으로 책에 붙이는 고유한 식별자이다. ISBN 체제는 원래 1966년 영국에서 "표준 도서 번호"(SBN)라는 이름으로 만들어졌고, 1970년 국제 표준화 기구에 의해 ISO 2108이라는 표준으로 채택되었다. 본래 ISBN은 10자리였지만 2007년 1월 1일 이후부터는 유럽상품번호(EAN)에 맞춰 13자리로 바뀌어, 이를 ISBN-13이라 부르기도 한다. 비슷한 종류의 식별자로 주기적으로 출판되는 간행물에 사용되는 국제 표준 일련 번호(ISSN)가 있다.

## 요약
재판하는 경우가 아닌 이상 한 책의 모든 판본 종류에 하나씩 ISBN이 부여된다. ISBN은 10자리 또는 13자리로 이루어져 있으며, 다음과 같이 구성된다.
1. (13자리 ISBN일 경우) GS1 접두어, 978 또는 979
2. 출판 국가 또는 언어 번호
3. 출판사 번호
4. 항목 번호
5. 확인 숫자 (여기에는 10을 나타내는 X가 올 수도 있다)

2, 3, 4번 부분은 ISBN에 따라서 길이가 다를 수 있으나 전체 길이는 항상 일정하다. 이 숫자들은 ‘ISBN 사용자 매뉴얼’에서 제시한 바를 따라 보통 부분별로 묶어서 하이픈(-) 또는 공백으로 구별하지만, 실제로는 ISBN이 접두 부호의 일종이기 때문에 이러한 구분자가 없어도 모호함 없이 해석이 가능하다. 만약 하이픈이 쓰인다면 하이픈은 각 부분과 부분 사이에 정확히 나타나야 하지만, 언어 번호와 출판사 번호의 목록은 주기적으로 갱신되기 때문에 현실적으로는 이것이 불가능할 수도 있다.
국가 번호에는 영어권 국가(0, 1), 프랑스어권 국가(2), 독일어권 국가(3), 일본(4), 구 소련(5) 등이 할당되어 있다. (처음의 SBN에는 국가 번호가 없었으나 앞에 적절한 국가 번호를 붙여 올바른 ISBN으로 변환할 수 있다.) 국가 번호는 5자리까지 될 수 있으며, 예를 들어 7은 중화인민공화국에, 89와 979-11은 대한민국에, 970은 멕시코에, 99936은 부탄에 할당되어 있다. 그 다음 출판사 번호는 국가별 ISBN 기관에서 할당을 담당하며, 항목 번호는 일반적으로 출판사들이 임의로 정할 수 있다.
출판사들은 임의로 할당 가능한 ISBN 범위를 국가별 기관에서 할당받아서 사용한다. 예상되는 출판물의 수에 따라 범위의 크기가 정해지며, 할당받은 범위가 모자랄 경우 기관에서 새 범위를 할당받아서 사용하게 된다. 이전에 할당된 ISBN은 계속 유지되어야 하기 때문에 여러 범위가 한 출판사에 할당될 수도 있다. 출판사 번호는 그 규모에 따라 적게는 한 자리에서 많게는 일곱 자리로 구성된다.

## 확인 숫자
10자리 ISBN에서는 ISBN의 각 자리에 가중치를 곱해서 더한 값이 11의 배수가 되도록 확인 숫자를 정한다. 첫 자리부터 마지막 자리(확인 숫자)까지 10부터 1까지의 가중치가 붙으며, 수학적으로는 다음과 같이 나타낼 수 있다.
ISBN이 {\displaystyle abcdefghij}일 때, {\displaystyle 10a+9b+8c+7d+6e+5f+4g+3h+2i+j\,\equiv \,0{\pmod {11}}}
즉 {\displaystyle j=11-(10a+9b+8c+7d+6e+5f+4g+3h+2i)\mod 11}
또는, {\displaystyle j=(a+2b+3c+4d+5e+6f+7g+8h+9i)\mod 11}
확인 숫자는 0부터 10까지의 숫자가 될 수 있으며, 0부터 9까지는 십진법 숫자를 그대로 쓰지만 10은 특별하게 X로 나타낸다. 11이 소수이기 때문에 한 자리가 틀렸거나 서로 인접한 두 자리를 바꿔 썼을 경우를 감지해낼 수 있다. 아주 드물기는 하지만 확인 숫자가 잘못 계산되어 책에 부여된 ISBN이 올바르지 않은 경우도 있다.
13자리 ISBN에서도 가중치를 사용하여 확인 숫자를 정하는 것은 같지만, 각 자리마다 해당하는 가중치가 순서대로 1, 3, 1, 3, …인 것과 10으로 나눈 나머지를 사용하는 점이 다르다. 수학적으로는 다음과 같이 나타낼 수 있다.
ISBN이 {\displaystyle abcdefghijklm}일 때, {\displaystyle a+3b+c+3d+e+3f+g+3h+i+3j+k+3l+m\,\equiv \,0{\pmod {10}}}
즉 {\displaystyle m=10-(a+3b+c+3d+e+3f+g+3h+i+3j+k+3l)\mod 10}
이 방법은 13자리 유럽상품번호(EAN)에서 쓰는 방법과 같기 때문에 호환성이 있지만, 10이 소수가 아니기 때문에 1⁄9 확률로 서로 인접한 두 자리가 바뀐 경우를 감지해 낼 수 없다. 이는 십진법 숫자만 확인 숫자로 썼을 때 사용할 수 있는 최선의 방법이다.

## EAN-13과의 통합
현재 책에 붙어 있는 바코드는 EAN-13을 따른다. ISBN에 해당하는 ‘국가’ 번호인 978을 앞에 붙이고, ISBN 번호에서 마지막 확인 숫자를 EAN-13에 맞춰서 다시 계산하면 변환이 가능하다. 국가가 아니면서 국가 번호가 할당되었기 때문에, 국가 번호 978에 해당하는 나라를 종종 ‘책나라(Bookland)’라 부르기도 한다.
10자리 ISBN에 남은 공간이 얼마 안 남았기 때문에 국제 표준화 기구에서는 2005년 1월 1일부터 13자리 ISBN로 전환하기 시작했고, 이 과정은 2007년 1월 1일에 완료될 예정이었다. 이 새로운 표준은 EAN-13과 동일한 번호를 사용할 수 있기 때문에 통합으로 생각할 수 있으며, 이미 존재하는 ISBN은 해당하는 EAN-13 번호(국가 번호 978)가 그대로 새 ISBN 번호가 된다. 국가 번호 978이 모두 차면 그 뒤로는 (본래는 국제표준음악번호에 쓰일 예정이던) 국가 번호 979를 사용할 예정이다.
이런 변화는 ISBN의 마지막 확인 숫자가 바뀌기는 하지만 이미 존재하는 바코드 체계를 그대로 활용할 수 있다는 장점이 있다. 따라서 많은 수의 서점들은 빠르면 2005년 초반부터 새 표준을 따르기 시작했고, 이미 범용상품부호(UPC)를 사용하던 미국과 캐나다에서는 2005년에 이 표준이 EAN-13과 통합되면서 새 표준을 적용하기 쉬워졌다. 2007년 초 이후로는 대부분의 출판사들이 본래 10자리 ISBN으로만 표시되어 있던 책들에 13자리 ISBN을 함께 표시하여 출판하기 시작하였다.

## 대한민국의 경우
대한민국은 2007년을 즈음해서 ISBN 13자리를 표기하고 추가적으로 5자리 부가번호를 병기함으로써 이를 한국표준도서번호로 사용하고 있다. 한국표준도서번호는 ISBN 13자리 번호를 OCR-B 글꼴로 표기하는 것은 필수이며, 일반적으로 ISBN 13자리 번호와 부가번호 5자리는 EAN-13 및 EAN-5로 바코드를 각각 표기하도록 되어 있다.

## 같이 보기
- 국제 표준 일련 번호(ISSN)
- 국제 상품 번호(EAN)
- 바코드

### 국가별 ISBN 기관
- (영어) 국제 ISBN 에이전시
- 한국문헌번호센터 - 대한민국의 ISBN/ISSN 담당 기관